# Uniones
Uniones (título original alemán: Vereinigungen. Zwei Erzählungen) es la segunda obra publicada por el escritor austriaco Robert Musil, Apareció en 1911 y se compone de dos narraciones: "La culminación del amor" ("Die Vollendung der Liebe") y "La tentación de la tranquila Veronika" ("Die Versuchung der stillen Veronika"). El tema de ambos relatos es la infidelidad conyugal. 